# Karmravan
Karmravan là một đô thị thuộc tỉnh Shirak, Armenia. Dân số ước tính năm 2011 là 263 người.